# 三菱重工業名古屋誘導推進システム製作所
座標: 北緯35度17分48秒 東経136度57分09秒 / 北緯35.296791度 東経136.952423度

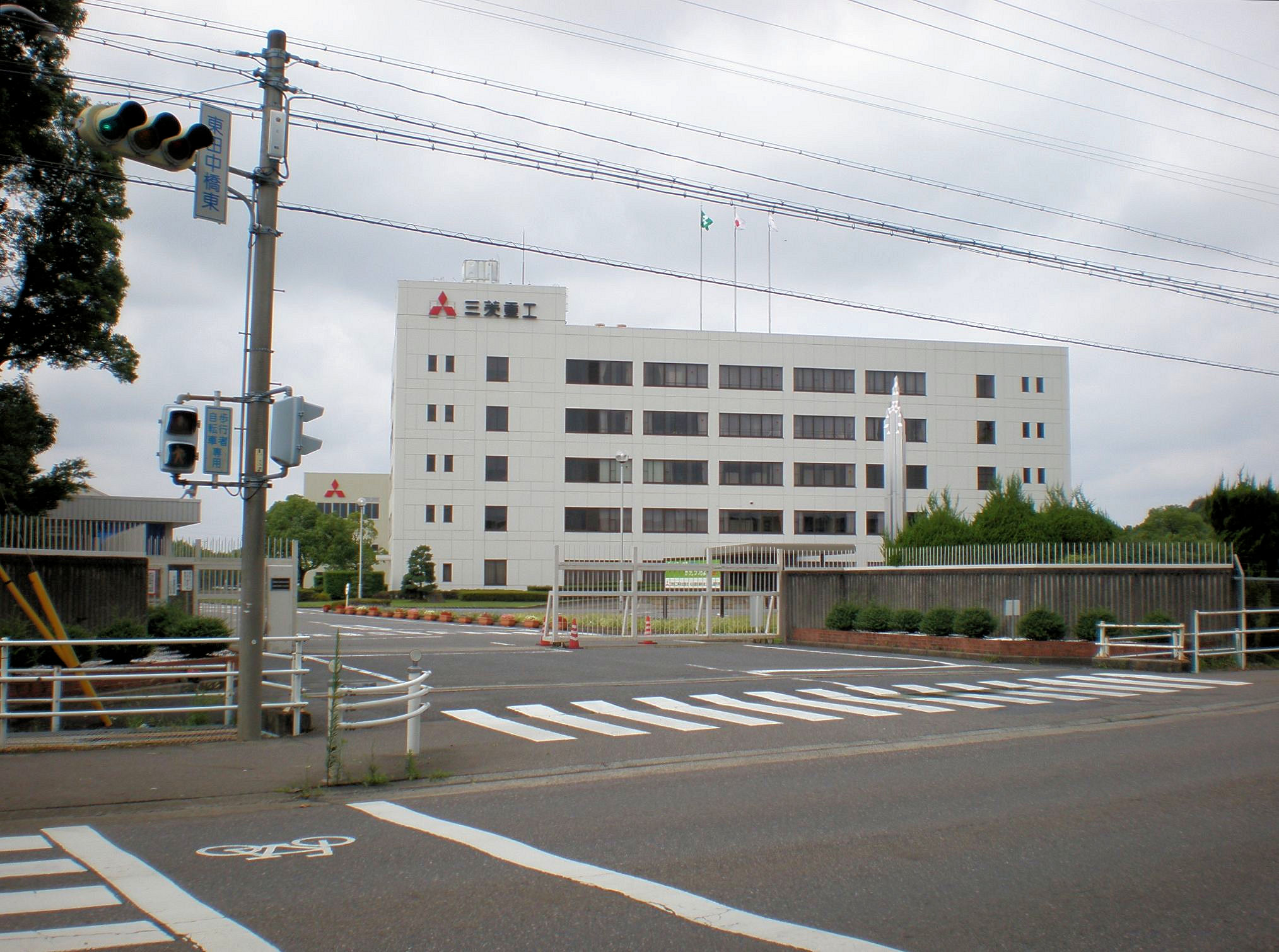
三菱重工業名古屋誘導推進システム製作所

三菱重工業名古屋誘導推進システム製作所（みつびしじゅうこうぎょうなごやゆうどうすいしんシステムせいさくしょ）は、愛知県小牧市にある三菱重工業の製作所・工場である。略称は「名誘（めいゆう）」。

## 概要
名古屋誘導推進システム製作所は、名古屋航空機製作所小牧北工場を前身とする三菱重工業の事業所の一つである。
主にミサイルや航空宇宙エンジン、制御機器を製造しており、名古屋航空宇宙システム製作所と共に三菱重工業航空宇宙事業本部の一翼を担っている。

## 沿革
- 1920年（大正9年） - 三菱内燃機製造株式会社名古屋工場（現在の名古屋航空宇宙システム製作所大江工場）が開設される[1]。
- 1921年（大正10年） - 三菱内燃機株式会社名古屋工場に名称を変更。
- 1928年（昭和3年） - 三菱航空機株式会社名古屋工場に名称を変更。
- 1934年（昭和9年） - 三菱重工業株式会社名古屋航空機製作所に名称を変更[1]。
- 1938年（昭和13年） - 名古屋航空機製作所から大幸工場を名古屋発動機製作所として分離独立[1]。
- 1950年（昭和25年） - 財閥解体により旧三菱重工業は東日本重工業、西日本重工業、中日本重工業に分割される。
- 1952年（昭和27年） - 財閥解体により分割された三社はそれぞれ三菱日本重工業（東日本重工業）、三菱造船（西日本重工業）、新三菱重工業（中日本重工業）、に商号を変更。
- 1956年（昭和31年） - 新三菱重工業名古屋製作所から名古屋航空機製作所として分離独立[1]。
- 1964年（昭和39年） - 三菱日本重工業、三菱造船、新三菱重工業の3社が合併し現在の三菱重工業となる。
- 1972年（昭和47年） - 名古屋航空機製作所小牧北工場が開設される[1][2]。
- 1986年（昭和61年） - 名古屋航空機製作所大幸工場は閉鎖され、小牧北工場に移転される[1]。
- 1989年（平成元年） - 小牧北工場は分離独立し、名古屋誘導推進システム製作所となる。名古屋航空機製作所は名古屋航空宇宙システム製作所に名称を変更[1]。

## 製品

### ミサイル
- 地対空ミサイル
  - 地対空誘導弾ナイキJ MIM-14（ウェスタン・エレクトリックからライセンス生産）
  - 地対空誘導弾ペトリオット MIM-104：PAC-2、PAC-3（レイセオンからライセンス生産）
  - 03式中距離地対空誘導弾 SAM-4（誘導弾のみ。主契約者は三菱電機）
- 空対空ミサイル
  - サイドワインダーミサイル AIM-9B/E/P/L/M（レイセオンからライセンス生産）
  - 69式空対空誘導弾 AAM-1（ほとんど量産せず）
  - 90式空対空誘導弾 AAM-3
  - 04式空対空誘導弾 AAM-5
- 対艦ミサイル
  - 80式空対艦誘導弾 ASM-1
  - 88式地対艦誘導弾 SSM-1
  - 90式艦対艦誘導弾 SSM-1B
  - 91式空対艦誘導弾 ASM-1C
  - 93式空対艦誘導弾 ASM-2
  - 12式地対艦誘導弾
  - 17式艦対艦誘導弾 SSM-2
  - 空対艦誘導弾 ASM-3A
- 対潜ミサイル
  - 74式アスロックランチャー（ハネウェルからライセンス生産）
  - 07式垂直発射魚雷投射ロケット
- その他
  - Mk 48・Mk 41 VLS：ミサイル垂直発射装置（ロッキード・マーティンからライセンス生産）
  - PAP-104 Mk.5：遠隔制御式機雷処分具（フランスECAからライセンス生産）

### 航空機用エンジン
- JT8Dターボファンエンジン（プラット・アンド・ホイットニーからライセンス生産、C-1搭載用）
- MB-XXロケットエンジン（ボーイング共同開発…2016年現在は、P&Wに事業が移っている）
- TS1ターボシャフトエンジン（OH-1搭載）
- MG5ターボシャフトエンジン（MH2000搭載、TS1の民間型）
- PW4000ターボファンエンジン（共同開発）

プラット・アンド・ホイットニーと日独伊蘭ベルギー・ノルウェー・シンガポール・韓国共同開発（ボーイング747・767・777・MD-11・エアバスA300・A310・A330に搭載）
- V2500ターボファンエンジン（共同開発）

日米英独伊5カ国7社共同開発（MD90・エアバスA319・A320・A321に搭載）
- トレント1000ターボファンエンジン（共同開発）

英ロールス・ロイス社への開発協力（ボーイング787に搭載）
- 航空機器

### 宇宙開発
- 電子部品

### 産業機械
- 非常用発電機
- 船舶用防振機器
  - ARG

## 事業所
本工場（愛知県小牧市）
- 敷地面積 382,000m2
- 1972年（昭和47年）に開設された名古屋航空機製作所小牧北工場が前身であり、開発・製造・修理を行っている。

田代試験場（秋田県大館市）
- 敷地面積 1,176,000m2
- 1976年（昭和51年）に開設された燃焼試験場である。

## 関連会社
- 株式会社MHIロジテック
- MHIエアロエンジンサービス株式会社